# Culex fuscocephala
Culex fuscocephala är en tvåvingeart som beskrevs av Theobald 1907. Culex fuscocephala ingår i släktet Culex och familjen stickmyggor. Inga underarter finns listade i Catalogue of Life.